# Jack Arnold
Jack Arnold Waks (14 d'octubre de 1916 – 17 de març de 1992) va ser un director de cinema estatunidenc.

## Biografia
Jack Arnold va néixer a New Haven, Connecticut i va iniciar una carrera com a actor teatral i director de documentals, sent nominat a l'Oscar al millor documental per With this Hands (1950). Va debutar com a realitzador de llargmetratges amb Girls in the Night (1953), un títol de cinema negre protagonitzat per Joyce Holden.
A mitjan 50, va començar una sèrie de pel·lícules fetitxe. Entre les més conegudes, The Glass Web (1953) (un thriller psicològic amb Edward G. Robinson i John Forsythe), i una sèrie de films de ciència-ficció de baix pressupost (la crida sèrie B) com It Came from Outer Space (adaptació d'un relat de Ray Bradbury amb Richard Carlson i Barbara Rush com a protagonistes), La dona i el monstre (una pel·lícula rodada en 3-D protagonitzada per Julie Adams i Richard Carlson), Taràntula (on apareix un joveníssim Clint Eastwood) o la seva pel·lícula més recordada, The Incredible Shrinking Man. Totes elles van ser lloades per la seva atmosfera, el seu cuidat escenari i els seus guions extremadament sofisticats; l'última és considerada un clàssic.
A part de la ciència-ficció, Arnold va tocar altres gèneres. Va dirigir westerns (com Red Sundown) (1956), algun drama (com The Lady Takes a Flyer) (1958), amb Lana Turner, i comèdies, com The Mouse That Roared (1959), protagonitzada per Peter Sellers i Jean Seberg. Al llarg d'aquesta dècada, també va dirigir episodis per a sèries de televisió com Peter Gunn, Perry Mason, Fuet o Mr. Lucky. Posteriorment alternaria els seus treballs al cinema, on va dirigir pel·lícules protagonitzades per Bob Hope com Bachelor in Paradise (1961) o A Global Affair (1964) amb contribucions a la pantalla petita com a Dr. Kildare, Gilligan's Island, The Brady Bunch, McCloud, La dona biònica, Wonder Woman, The Love Boat o La bella i la bèstia.
Arnold va morir per una arterioesclerosi en Woodland Hills, Los Angeles, Califòrnia a l'edat de 76 anys. Va ser enterrat al Westwood Village Memorial Park.

## Filmografia
- The Valley of the Shadow (1947)
- With These Hands (1950)
- The Challenge (1951)
- World Affairs Are Your Affairs (1951)
- Working Through College (1951)
- Girls in the night (1953)
- The Glass Web (1953)
- It Came from Outer Space (1953)
- La dona i el monstre (1954)
- Revenge of the Creature (1955)
- Taràntula (1955)
- This Island Earth (1955)
- Red Sundown (1956)
- The Incredible Shrinking Man (1957)
- The Tattered Dress (1957)
- Man in the Shadow (1957)
- High School Confidential! (1958)
- The Space Children (1958)
- The Lady Takes a Flyer (1958)
- Monster on the Campus (1958)
- No Name on the Bullet (1959)
- The Mouse That Roared(1959)
- Bachelor in Paradise (1961)
- A Global Affair (1964)
- The Lively Set (1964)
- Hello Down There (1969)
- Black Eye (1974)
- Boss Nigger (1975)
- La conspiració suïssa (1976)
- The Wackiest Wagon Train in the West (1976)